# Zapasy na Letnich Igrzyskach Olimpijskich 1980 – kategoria do 48 kg w stylu klasycznym
Zmagania mężczyzn w wadze 48 kg to jedna z dziesięciu męskich konkurencji w zapasach w stylu klasycznym rozgrywanych podczas Letnich Igrzysk Olimpijskich 1980. Pojedynki w tej kategorii wagowej odbyły się w dniach 20 – 22 lipca.

## Klasyfikacja[2]
| Pozycja | Nazwisko             | Kraj      |
| ------- | -------------------- | --------- |
| 1       | Żaksyłyk Üszkempyrow | ZSRR      |
| 2       | Constantin Alexandru | Rumunia   |
| 3       | Ferenc Seres         | Węgry     |
| 4       | Paweł Christow       | Bułgaria  |
| 5       | Reijo Haaparanta     | Finlandia |
| 6       | Alfredo Olvera       | Meksyk    |
| 7       | Vincenzo Maenza      | Włochy    |
| 8       | Roman Kierpacz       | Polska    |
| 9       | Kent Andersson       | Szwecja   |
| .       | Saber Nakdali        | Syria     |

## Zasady
Przyjęto zasadę punktów karnych, gdzie zdobycie sześciu punktów lub więcej eliminowało zawodnika z turnieju. Kolejność miejsc medalowych ustalona została w specjalnej rundzie finałowej, z udziałem trzech zawodników z najmniejszą liczbą takich punktów.
- TF — Łopatki
- DQ — Dyskwalifikacja za pasywność
- TPP — Punkty karne razem
- MPP — Punkty karne pojedynku

## Punktacja
- 0 — Wygrana na łopatki, przewagę techinczną, pasywność, kontuzję
- 0.5 — Wygrana na punkty  (8-11 punktów różnicy)
- 1 — Wygrana na punkty  (1-7 punktów różnicy)
- 2 — Dyskwalifikacja za pasywność, zwycięzca również był pasywny
- 3 — Przegrana na punkty (1-7 punktów różnicy)
- 3.5 — Przegrana na punkty (8-11 punktów różnicy)
- 4 — Przegrana na łopatki, przewagę techiczną, pasywność, kontuzję

## Wyniki[3]

### Pierwsza runda
| TPP | MPP |                      | Wynik\|Czas |                      | MPP | TPP |
| --- | --- | -------------------- | ----------- | -------------------- | --- | --- |
| 3   | 3   | Vincenzo Maenza      | 9 - 10      | Reijo Haaparanta     | 1   | 1   |
| 0   | 0   | Paweł Christow       | DQ / 8:16   | Kent Andersson       | 4   | 4   |
| 0   | 0   | Alfredo Olvera       | TF / 4:44   | Saber Nakdali        | 4   | 4   |
| 0   | 0   | Ferenc Seres         | TF / 1:32   | Roman Kierpacz       | 4   | 4   |
| 3   | 3   | Constantin Alexandru | 2 - 6       | Żaksyłyk Üszkempyrow | 1   | 1   |

### Druga runda
| TPP | MPP |                  | Wynik\|Czas |                      | MPP | TPP |
| --- | --- | ---------------- | ----------- | -------------------- | --- | --- |
| 6.5 | 3.5 | Vincenzo Maenza  | 4 - 14      | Paweł Christow       | 0.5 | 0.5 |
| 1   | 0   | Reijo Haaparanta | TF / 8:36   | Kent Andersson       | 4   | 8   |
| 3.5 | 3.5 | Alfredo Olvera   | 5 - 13      | Ferenc Seres         | 0.5 | 0.5 |
| 8   | 4   | Saber Nakdali    | TF / 1:16   | Constantin Alexandru | 0   | 3   |
| 7   | 3   | Roman Kierpacz   | 10 - 13     | Żaksyłyk Üszkempyrow | 1   | 2   |

### Trzecia runda
| TPP | MPP |                  | Wynik\|Czas |                      | MPP | TPP |
| --- | --- | ---------------- | ----------- | -------------------- | --- | --- |
| 5   | 4   | Reijo Haaparanta | 0 - 27      | Paweł Christow       | 0   | 0.5 |
| 7.5 | 4   | Alfredo Olvera   | TF / 2:29   | Constantin Alexandru | 0   | 3   |
| 4   | 3.5 | Ferenc Seres     | 6 - 17      | Żaksyłyk Üszkempyrow | 0.5 | 2.5 |

### Czwarta runda
| TPP | MPP |                      | Wynik\|Czas |                      | MPP | TPP |
| --- | --- | -------------------- | ----------- | -------------------- | --- | --- |
| 9   | 4   | Reijo Haaparanta     | 2 - 17      | Ferenc Seres         | 0   | 4   |
| 4.5 | 4   | Paweł Christow       | DQ / 7:34   | Constantin Alexandru | 2   | 5   |
| 2.5 |     | Żaksyłyk Üszkempyrow |             | Bez walki            |     |     |

### Piąta runda
| TPP | MPP |                      | Wynik\|Czas |                      | MPP | TPP |
| --- | --- | -------------------- | ----------- | -------------------- | --- | --- |
| 3.5 | 1   | Żaksyłyk Üszkempyrow | 12 - 7      | Paweł Christow       | 3   | 7.5 |
| 7   | 3   | Ferenc Seres         | 5 - 10      | Constantin Alexandru | 1   | 6   |

### Runda finałowa
Zaliczone pojedynki z wcześniejszych rund
| TPP | MPP |                      | Wynik\|Czas |                      | MPP | TPP |
| --- | --- | -------------------- | ----------- | -------------------- | --- | --- |
|     | 3   | Constantin Alexandru | 2 - 6       | Żaksyłyk Üszkempyrow | 1   |     |
|     | 3.5 | Ferenc Seres         | 6 - 17      | Żaksyłyk Üszkempyrow | 0.5 | 1.5 |
| 6.5 | 3   | Ferenc Seres         | 5 - 10      | Constantin Alexandru | 1   | 4   |